# يوان لي
يوان لي (بالصينية: 袁力) هي مبارزة بالسيف صينية، ولدت في 19 سبتمبر 1978.

## وصلات خارجية
- يوان لي على موقع أوليمبيديا (الإنجليزية)